# Tipac
Tipac ili tvrdača (lat. Nardus stricta L.) je jedina vrsta roda Nardus L. Ime roda potiče od grčke reči nardos koja je kod starih Grka bila prvobitno ime za jednu indijsku biljku (verovatno Nardostachys fatamansi ili N. grandiflora) iz koje se dobijalo mirišljavo Narde ulje. Ime je vrlo rano preneto i na vrste roda Andropogon sa aromatičnim rizomima (A. nardus, A schoenanthus i dr.).

## Opšte karakteristike
Tipac je višegodišnja zeljasta, gusto busenasta biljka, visine do 60 cm, sa debelim rizomima, dugim do 5 cm, od kojih polaze brojni zbijeni vegetativni i cvetni izdanci. Stablo je kruto i uspravno, a samo u osnovi sa lišćem. Naniže je glatko, a naviše hrapavo. Znatno je duže od listova. Listovi su dugi do 20 cm, sivozeleni. Donji listovi su redukovani na beličaste slamno žute i sjajne ljuspe. Gornji listovi su sa vrlo uskim, čekinjasto savijenim, oko 4 mm širokim, šiljatim, uspravnim ljuspama, hrapavim po obodu. Ligula je kratka, do 2 mm duga, a može i potpuno da nedostaje. Klas je jednostran, jednostavan, tanak. Klasići su dugi do 12 mm, vrlo usko lancetasti, dugo ušiljeni, u početku uspravni, a kasnije pravo odstojeći. Mladi klasovi su plavičasti ili ljubičasti, a kasnije postaju žuti, sedeći na dvema stranama trostrane osovine. Pleve nedostaju, odnosno zakržljale su. Vidi se samo jedna nejasna ljuspa na osovini klasa. Donja plevica je sa leđne strane ravna, s tri nerva, često vrlo tamna, sužena u krutu os. Gornja plevica je duga oko 4 mm, nežno tanko kožasta. Stubić je jednostavan, a žig je jednodelan. Plod je s tri ivice, go, vretenast i sužen u stubić, koji na njemu ostaje. Cveta od maja do jula. Utvrđen je broj hromozoma 2n = 26.  

## Stanište i rasprostranjenje
Tipac se može naći od brdskog do subnivalnog pojasa, na planinama (do 3 000 m nadmorske visine). Najbrojnije populacije naseljavaju acidofilne livade brdskog i planinskog pojasa, a zajednice pripadaju klasi Nardo-Callunetea, odnosno redu Nardetalia. Naseljava i peskove, prljuše i prisojne strane, krševe i zidine. Mestimično je česta na vlažnim, močvarnim livadama, tresavama, u svetlim šumama, na pašnjacima, siromašnim livadama.
Rasprostranjen je u Evropi i Aziji.  

## Upotreba
Tipac je veoma loš kao krma, jer sadrži puno silicijum-dioksida. Smatra se korovskom biljkom. 

## Spoljašnje veze
- The Euro+Med PlantBase — the information resource for Euro-Mediterranean plant diversity
- Tropicos